# Bâtiment de l'Académie de pédagogie à Negotin
Le bâtiment de l'Académie de pédagogie à Negotin (en serbe cyrillique : Зграда Педагошке академије у Неготину ; en serbe latin : Zgrada Pedagoške akademije u Negotinu) se trouve à Negotin, dans le district de Bor, en Serbie. Il est inscrit sur la liste des monuments culturels protégés de la république de Serbie (identifiant no SK 336),.

## Présentation
Le bâtiment a été construit vers 1910 selon un projet de l'architecte belgradois Jovan Novaković.
La façade principale, qui donne sur le Trg Moše Pijade (« place Moša Pijade »), se caractérise par sa symétrie, organisée autour d'une avancée centrale où se trouve l'entrée principale ; à l'origine, cette façade était dotée d'un rez-de-chaussée et d'un étage, dont les fenêtres ouvertes sur les salles ont été préservées ; cette entrée ouvre sur un hall qui, par l'intermédiaire d'un escalier, donne accès aux salles de cours et aux bureaux. Dans les années 1960, en raison des besoins de l'académie, un étage supplémentaire a été ajouté au bâtiment.